# Helicteres pentandra
Helicteres pentandra är en malvaväxtart som beskrevs av Carl von Linné. Helicteres pentandra ingår i släktet Helicteres och familjen malvaväxter. Inga underarter finns listade i Catalogue of Life.